# Yazılıkaya
Yazılıkaya, que segons Trevor Bryce és una paraula turca que significa 'roca escrita', era un santuari proper a la ciutat hitita d'Hattusa, descoberta l'any 1834, on es reflecteix el sincretisme a que va arribar la religió hitita durant la reforma que va dur a terme el rei Tudhalias IV. La seva estructura és hurrita.
A la cambra principal, el rei es va fer representar amb els elements que portava el déu Sol, dret dalt de dues muntanyes, i a les parets d'aquesta cambra es conserven encara les imatges de 65 deïtats del període imperial hitita. Al mur occidental s'hi representen les divinitats masculines, presidides per Tessub, el déu de les Tempestes. A l'altra banda les femenines, encapçalades per la deessa Hebat. Una altra cambra sembla que era una capella funerària destinada al culte dels avantpassats de la dinastia regnant. S'hi arribava per un camí des d'Hattusa.